# Messinská konference
Messinská konference se konala od 1. do 3. června 1955 v italském městě Messina na Sicílii. Konference ministrů zahraničí šesti členských zemí Evropského společenství uhlí a oceli vedla k vytvoření Evropského hospodářského společenství 1. ledna 1958 v rámci Římských smluv. Účastníci konference byli Johan Willem Beyen (Nizozemsko), Gaetano Martino (Itálie), Joseph Bech (Lucembursko), Antoine Pinay (Francie), Walter Hallstein (Německo) a Paul-Henri Spaak (Belgie). Předsedou konference byl lucemburský politik Joseph Bech.